# Aeroporto Douglas-Charles
O Aeroporto Douglas-Charles (em inglês: Douglas-Charles Airport) (IATA: DOM, ICAO: TDPD) é um aeroporto localizado em Dominica, no norte da ilha, sendo o principal aeroporto do país.